# فردریکو وستفالن
فردریکو وستفالن (به پرتغالی: Frederico Westphalen) یک شهرداری در برزیل است که در ریو گرانده جنوبی واقع شده‌است. فردریکو وستفالن ۲۶۴٫۵ کیلومتر مربع مساحت و ۳۱٬۴۹۸ نفر جمعیت دارد و ۵۲۲ متر بالاتر از سطح دریا واقع شده‌است.